# Алексєєв Микола Васильович
Мико́ла Васи́льович Алексє́єв (Алексі́їв) (нар. 19 березня 1894, Моршанськ — пом. 2 лютого 1934, Ленінград) — український і російський радянський графік.

## Життєпис
Народився 7 [19] березня 1894 року в місті Моршанську (нині Тамбовська область, Росія). Упродовж 1912—1917 років навчався у Київському художньому училищі, був учнем Федора Кричевського. У 1917—1918 роках навчався в Українській академії мистецтв.
Після здобуття фахової освіти залишився у Києві, де протягом 1918—1922 років працював у галузі книжкової (зокрема дитячої) і промислової графіки. Після 1923 року жив у Петрограді. Навчався у Вищому художньо-технічному інституті у Дмитра Митрохіна. Працював у галузі ксилографії. Помер у Ленінграді 2 лютого 1934 року.

## Творчість
У 1917—1918 створив ескізи грошових знаків та проєкти гральних карт для Експедиції заготовок державних паперів. Автор численних обкладинок, створених під впливом Георгія Нарбута й Дмитра Митрохіна, для видавництв «Книгоспілка», «Слово», «Сорабкоп». Його творчість
продовжувала традиції культури книжкового оформлення, закладені «миріскусниками». Книжкові обкладинки вирізнялися стриманістю орнаментації («архітектурний» декор) та розробкою шрифтів («олексієвський» шрифт). Його ілюстраціям притаманні майстерна композиція, лаконічність побутових деталей, певна експресивність у відтворенні ситуації і характерів. Серед робіт:
обкладинки до

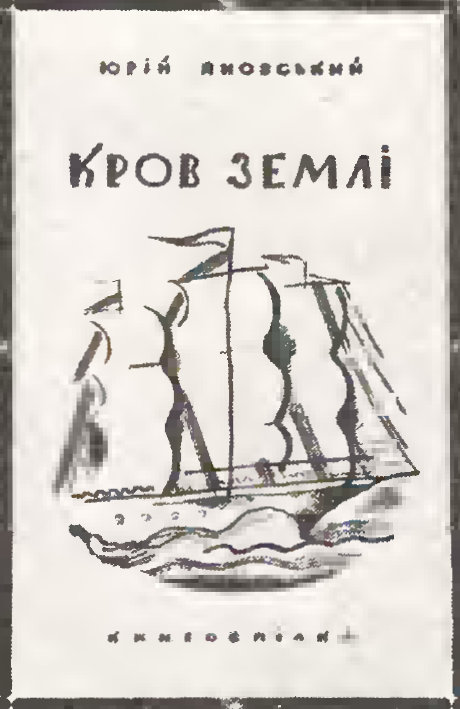
Обкладинка книги «Кров землі».

- збірки Максима Рильського «Синя далечінь» (Київ, 1922);
- збірки Івана Франка «Вибране» (1922);
- казки «Горобець та билина» (Харків, 1924),
- збірки Дмитра Ревуцького «Золоті ключі» (1926);
- «Шевченківського збірника» (1924);
- роману Юрія Яновського «Кров землі» (Харків, 1927);
- 12-томної збірки творів Лесі Українки (Харків, 1926—1931);
- книг Степана Васильченка, Юрія Яновського, Олеся Досвітнього, Олександра Пушкіна, журналу «Життя й революція».

ілюстрації до
- роману «Тунель» Бернгарда Келлермана (1927);
- роману «Вуглекопи» Еміля Золя (1930);
- роману «Гравець» Федора Достоєвського (1930);
- поеми «Мертві душі» Миколи Гоголя (1930);
- оповідання «Старий» Костянтина Федіна (1930);
- роману «Міста і роки» Костянтина Федіна (1931);
- поеми «Енеїда» Івана Котляревського (Харків, 1931)[2];
- роману «Мати» Максима Горького (1933; у 1935 році видані окремим альбомом);
- повісті «Тарас Бульба» Миколи Гоголя (1934).

У 1930 році отримав ІІІ премію на конкурсі рисунка для поштових марок («Дирижабль над мавзолеєм Леніна» та інші).
Брав участь у виставці в Лейпцигу в 1927 році. Персональна виставка відбулася в 1934 році в Ленінграді.
Роботи художника зберігаються у Державному музеї образотворчих мистецтв імені Олександра Пушкіна у Москві та інших музеях.